# Liepen (Friedland)
Liepen ist ein Ortsteil der Stadt Friedland im Landkreis Mecklenburgische Seenplatte in Mecklenburg-Vorpommern.

## Geografie und Verkehrsanbindung
Liepen liegt südwestlich des Kernortes Friedland. Nordwestlich verläuft die B 197 und südwestlich die A 20. Östlich erstreckt sich das Naturschutzgebiet Eichhorst im Schönbecker Wald.

## Sehenswürdigkeiten

### Baudenkmale
In der Liste der Baudenkmale in Friedland (Mecklenburg) sind für Liepen sechs Baudenkmale aufgeführt, darunter
- die Dorfkirche mit Feldsteinmauer und romanischem Taufstein
- das zweigeschossige, 11-achsige Gutshaus, ein sanierter Putzbau von 1867, mit Park